# Хайнрих фон Вирнебург
Хайнрих II фон Вирнебург (на немски: Heinrich (II) von Virneburg; † 1335 или 1338) е наследник граф на Графство Вирнебург.
Той е най-възрастният син на граф Рупрехт III (Роберт) фон Вирнебург († 1352) (граф 1308 – 1352) и Агнес фон фон Рункел-Вестербург († 1339), вдовица на граф Хайнрих I фон Спонхайм-Кройцнах († 1310/1311 или 1314), дъщеря на Хайнрих I фон Вестербург († 1288) и Агнес фон Изенбург-Лимбург († 1319). Роднина е на Хайнрих II фон Вирнебург († 1332), архиепископ на Кьолн и курфюрст, и племенник на Хайнрих III фон Вирнебург († 1353), архиепископ и курфюрст на Майнц.
По-малкият му брат Герхард наследява баща им като граф на Вирнебург (1352 – 1379). Брат му Адолф e граф на Вирнебург от 1380 до 1383 г. Другият му брат Йохан († 1371) е архиепископ на Кьолн, епископ на Мюнстер (1363 – 1364) и на Утрехт (1364 – 1371).

## Фамилия
Хайнрих II се жени на 7 февруари 1327 г. за Мария фон Юлих († сл. 11 ноември 1363), дъщеря на граф Герхард V фон Юлих и втората му съпруга Елизабет фон Брабант, дъщеря на граф Готфрид от Арсхот. Те имат децата:
- Герхард († 1363), каноник в Аахен.
- Меце († сл. 1348), сл. 1348), омъжена за Рутгер, бургграф фон Драхенфелс († 1330)

След смъртта му Мария фон Юлих се омъжва 1340 г. за граф Дитрих VII/IX фон Клеве (1291 – 1347).